# Слюбув (Нижньосілезьке воєводство)
Слюбув (пол. Ślubów) — село в Польщі, у гміні Ґура Ґуровського повіту Нижньосілезького воєводства.
Населення — 473 особи (2011).
У 1975-1998 роках село належало до Лешненського воєводства.

## Демографія
Демографічна структура станом на 31 березня 2011 року:
|          | Загалом | Допрацездатний вік | Працездатний вік | Постпрацездатний вік |
| -------- | ------- | ------------------ | ---------------- | -------------------- |
| Чоловіки | 240     | 57                 | 158              | 25                   |
| Жінки    | 233     | 49                 | 134              | 50                   |
| Разом    | 473     | 106                | 292              | 75                   |